# John Michael Rysbrack
Johannes Michael Rysbrack, flamski kipar, * 27. junij 1694, Antwerp, † 8. januar 1770, London.
Rysbrack je bil eden najbolj znanih kiparjev svojega časa, ki se predvem uveljavil s svojimi kipi v Londonu. 
Njegov brat je bil Pieter Andreas Rysbrack.